# Isla Santa Catalina (Baja California Sur)
Isla Santa Catalina conocida oficialmente como Isla catalana, es una pequeña isla de México en el golfo de California frente a las costas del estado de Baja California Sur.
La isla está situada al sur del golfo de California y se encuentra a 25 km de la península de Baja California. Tiene unos 13 km de largo y 4 km de ancho máximo, con 39,273 kilómetros cuadrados de superficie total. Isla catalana está deshabitada, aislada por el mar de la ciudad más cercana, Loreto, que se encuentra a unos 60 kilómetros de distancia.

## Nombre oficial
El nombre oficial y tradicional de la isla es "isla Catalana".   La confusión de muchos documentos fue provocada por el servicio cartográfico de los Estados Unidos, que anotaron en una carta "Isla Santa Catalina".

Originally named Isla Catalan, it was frequently called Isla Catalana. In the mid 1850s when the U.S. Navy charted the Gulf the mapmakers changed the name to Isla Santa Catalina.
 A natural history guide to Baja California. Kathleen Johnson Dickey. 1983.

En algunos trabajos científicos los autores emplean las dos denominaciones. La oficial mexicana y la que se convirtió en internacional por error

## Biología

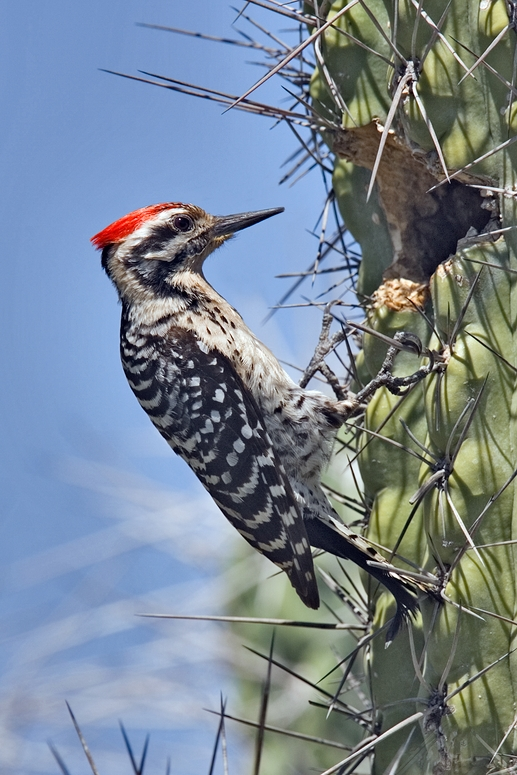
Picoides scalaris

### Flora
- Ferocactus diguetii .[19]
  - La variedad de cactus anterior, descubierta por Leon Diguet[20] y endémica de las islas del mar de Cortés, muestra los ejemplares más altos en la isla Catalana.[21]

### Fauna

#### Pájaros
- Picoides scalaris
- Melanerpes uropygialis
- Zenaida asiatica
- Amphispiza bilineata
- Cardinalis cardinalis
- Haemorhous mexicanus

#### Reptiles

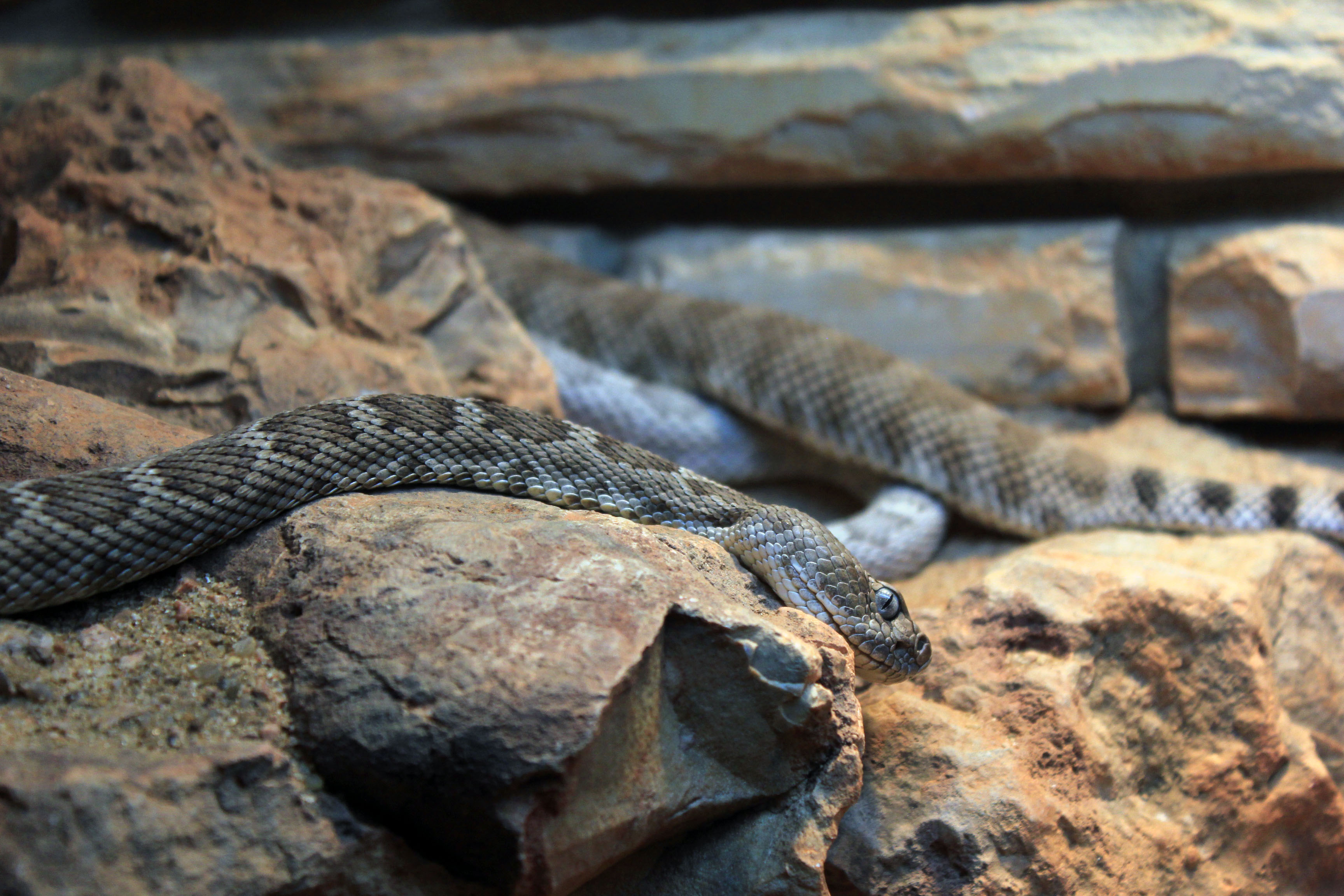
Crotalus catalinensis

En la isla Catalana viven 10 especies de reptiles, siete de las cuales son endémicas.
- Aspidoscelis catalinensis (Isla Santa Catalina Whiptail),
- Crotalus catalinensis (Santa Catalina Island Rattlesnake),

- Dipsosaurus catalinensis (Isla Santa Catalina Desert Iguana),
- Lampropeltis catalinensis (Isla Santa Catalina Kingsnake),
- Phyllodactylus bugastrolepis (Santa Catalina Island Leaf-Toed Gecko),
- Sceloporus lineatulus (Isla Santa Catalina Spiny Lizard),
- Uta squamata (Isla Santa Catalina Side-blotched Lizard).